# Luisia brachystachys
Luisia brachystachys är en orkidéart som först beskrevs av John Lindley, och fick sitt nu gällande namn av Carl Ludwig von Blume. Luisia brachystachys ingår i släktet Luisia och familjen orkidéer. Inga underarter finns listade i Catalogue of Life.